# Мирко Марјановић (кошаркаш)
Мирко Марјановић (2. мај 1926 — 1999.) био је југословенски и српски кошаркаш и кошаркашки тренер и члан репрезентације Југославије.

## Каријера
Каријеру је започео Југословенској армији 1945. године, са којом је у сезони исте године освојио лигу. У периоду од 1946. до 1957. године играо је за Партизан. 
Током 1951. године играо је за Црвену звезду на позајмици, током турнира у Милану. Дана 18. јуна 1951. на утакмици против Олимпије Милано постигао је 10 поена, али је Црвена звезда изгубила резултатом 46 : 35. Наредног дана постигао је 17 поена на утакмици против Гинастике Роме, а његов тим победио је резултатом 54 : 24.
Био је део тима репрезентације Југославије на Европском првенству 1947. одржаном у Прагу. На првенству је у просеку постизао 9.2 поена по утакмици. На Европском првенству 1953. у Москви постигао је 6.5 поена по утакмици. Марјановић је играо за Југославију и на Светском првенству 1954. у Рио де Жанеиру, где је постигао 4.2 поена по утакмици.
Као играч-тренер, водио је Партизан на последњих четири сезоне током периода када је играо за исти тим.

## Тренерска статистика
| Сезона   | Тим      | Утакмице | Победа | Нерешено | Изгубљено | Проценат % | Позиција |
| -------- | -------- | -------- | ------ | -------- | --------- | ---------- | -------- |
| 1955     | Партизан | 18       | 10     | 2        | 6         | 55,6       | 3.       |
| 1956     | Партизан | 18       | 10     | 4        | 4         | 55,6       | 3.       |
| 1957     | Партизан | 18       | 6      | 1        | 11        | 33,3       | 7.       |
| 1958     | Партизан | 18       | 10     | 2        | 6         | 55,6       | 3.       |
| Каријера | Каријера | 76       | 38     | 9        | 29        | 50         |          |